# (32361) 2000 QF135
2000 QF135 (asteroide 32361) é um asteroide da cintura principal. Possui uma excentricidade de 0.06356080 e uma inclinação de 14.87356º.
Este asteroide foi descoberto no dia 26 de agosto de 2000 por LINEAR em Socorro.